# ダウン・イン・ザ・バレー
『ダウン・イン・ザ・バレー』(Down in the Valley)は2005年のアメリカ映画。第58回カンヌ国際映画祭のある視点部門に出品された。エドワード・ノートンが主演し、製作も兼任している。

## キャスト
※括弧内は日本語吹替
- ハーレン - エドワード・ノートン（井上倫宏）
- トーブ - エヴァン・レイチェル・ウッド（田中理恵）
- ウェイド - デヴィッド・モース（谷昌樹）
- ロニー - ロリー・カルキン（白石涼子）
- チャーリー - ブルース・ダーン
- スティーヴ - ジョン・ディール
- シェリダン - ジェフリー・ルイス
- ゲイル - エリザベス・ペーニャ
- エイプリル - カット・デニングス
- クリス - ハンター・パリッシュ

## 評価
レビュー・アグリゲーターのRotten Tomatoesでは101件のレビューで支持率は52%、平均点は6.00/10となった。Metacriticでは33件のレビューを基に加重平均値が65/100となった。